# Lijst van voetbalinterlands Bosnië en Herzegovina - Bulgarije
Deze lijst van voetbalinterlands is een overzicht van alle officiële voetbalwedstrijden tussen de nationale teams van Bosnië en Herzegovina en Bulgarije. De landen speelden tot op heden twee keer tegen elkaar. De eerste ontmoeting, een vriendschappelijke wedstrijd, werd gespeeld in Zenica op 20 augustus 2008. Het laatste duel, eveneens een vriendschappelijke wedstrijd, vond plaats op 23 maart 2018 in Razgrad.

## Wedstrijden
| № | Plaats  | Datum            | Competitie        | Wedstrijd                         | Uitslag |
| - | ------- | ---------------- | ----------------- | --------------------------------- | ------- |
| 1 | Zenica  | 20 augustus 2008 | Vriendschappelijk | Bosnië en Herzegovina – Bulgarije | 1 – 2   |
| 2 | Razgrad | 23 maart 2018    | Vriendschappelijk | Bulgarije − Bosnië en Herzegovina | 0 − 1   |

## Samenvatting
| Competitie        | Totaal gespeeld | Winst Bosnië en Her. | Gelijk | Winst Bulgarije | Doelsaldo Bosnië en Her. – Bulgarije |
| ----------------- | --------------- | -------------------- | ------ | --------------- | ------------------------------------ |
| Vriendschappelijk | 2               | 1                    | 0      | 1               | 2 − 2                                |
| Totaal            | 2               | 1                    | 0      | 1               | 2 − 2                                |

Wedstrijden bepaald door strafschoppen worden, in lijn met de FIFA, als een gelijkspel gerekend.

## Details

### Eerste ontmoeting
| Vriendschappelijk (Zenica, Bosnië en Herzegovina, 20 augustus 2008): |       |                                           |
| Bosnië en Herzegovina                                                | 1 – 2 | Bulgarije                                 |
| Senijad Ibričić 59'                                                  | goals | 26' Dimitar Berbatov 57' Dimitar Berbatov |

### Tweede ontmoeting
| Vriendschappelijk (Razgrad, Bulgarije, 23 maart 2018): |       |                       |
| Bulgarije | 0 – 1 | Bosnië en Herzegovina |
| | goals | 20' Kenan Kodro       |
| - Debuut van Kiril Despodov (CSKA Sofia) voor Bulgarije. - Debuut van Deni Milošević (Konyaspor) en Smail Prevljak (SV Mattersburg) voor Bosnië en Herzegovina. |       |                       |